# Abunema indicum
Abunema indicum är en rundmaskart som beskrevs av Satendra Khera 1971. Abunema indicum ingår i släktet Abunema och familjen Tripylidae. Inga underarter finns listade i Catalogue of Life.